# Gabriela Cuevas

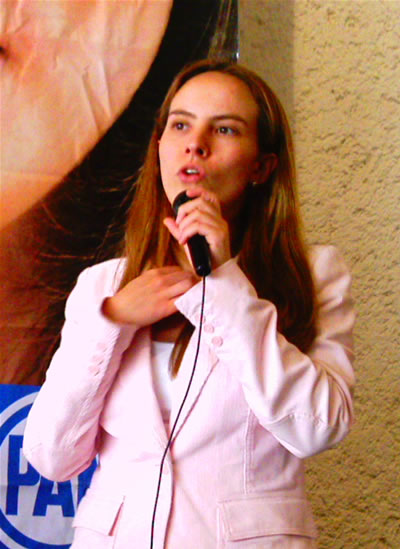
Gabriela Cuevas Barrón

Gabriela Cuevas Barrón (Mexico-Stad, 3 april 1979) is een Mexicaans politica, oorspronkelijk van de Nationale Actiepartij (PAN) en sinds 2018 van Morena.
Cuevas studeerde politicologie aan het Autonoom Technologisch Instituut van Mexico (ITAM). Zij sloot zich in 1995 aan bij de PAN. Zij heeft functies bekleed in Acción Juvenil, de jeugdbeweging van de partij, en was campagnemedewerkster van Carlos Castillo Peraza in 1997 en Vicente Fox in 2000. Van 2001 tot 2003 had zij zitting in de Kamer van Afgevaardigden als vervangster van César Nava Vázquez, en was een van de jongste afgevaardigden ooit. In 2003 werd ze gekozen in de Wetgevende Assemblee van het Federaal District, en viel op door haar verzet tegen het bestuur van het Federaal District van burgemeester Andrés Manuel López Obrador. Toen deze in 2005 de onschendbaarheid werd ontnomen en gevangengezet dreigde te worden bood Cuevas aan zijn borgtocht te betalen, om te voorkomen dat hij zou profiteren van zijn underdogstatus, hetgeen haar door een rechter werd verboden.
In 2006 werd ze tot voorzitster van het toenmalige district Miguel Hidalgo van Mexico-Stad gekozen, tijdens de campagne had zij voortdurend ruzie met haar voorganger Fernando Aboitiz, die de kandidaat van de rivaliserende Partij van de Democratische Revolutie (PRD) steunde, en uiteindelijk uit de partij werd gezet. Als districtsvoorzitster valt Cuevas op door haar verzet tegen burgemeester Marcelo Ebrard, onder andere tegen diens plannen in het Chapultepecpark de Torre Bicentenario te bouwen. In een andere opvallende actie liet ze spandoeken ophangen bij illegale uitgaangsgelegenheden die door corrupte rechters open konden blijven, waarop zij liet vermelden dat het district Miguel Hidalgo niet verantwoordelijk is van het open blijven van deze gelegenheden.
Haar termijn eindigde in 2009 en ze werd van 2009 tot 2012 in de Kamer van Afgevaardigden gekozen. Tussen 2012 en 2018 was ze senator voor de Nationale Actiepartij. In 2018 werd ze lid van Morena en keerde ze terug in de Kamer van Afgevaardigden namens die partij voor de termijn tot 2021. Cuevas was van 2017 tot 2020 voorzitter van de Interparlementaire Unie.